# Caroline de Maigret
Caroline de Maigret (18 de febrero de 1975) es una modelo internacional francesa y productora musical, además de miembro de las familias de Maigret y Poniatowski.

## Vida privada
Es la nieta del exministro Michel Poniatowski, Caroline de Maigret es la hija de Bertrand de Maigret (exvicepresidente del Conseil de Paris y luego diputado por Sarthe) y la campeona de natación Isabelle Poniatowski. Se crio en París con sus tres hermanos y hermanas. En 1993 pasó su bachillerato en estudios económicos y sociales y se matriculó por La Sorbona en literatura moderna. El mismo año, fue vista por una agencia de modelos. Está representada por la agencia Next Model Management.
Conoció al músico Yarol Poupaud en 2004 durante un concierto. Se casaron y tienen un hijo, Anton.
En 2006, junto con el modelaje, creó su sello musical, Bonus Tracks Records, con Yarol Poupaud.

## Carrera

### Modelo
Comenzó con Mario Testino en la revista Glamour, y luego participó en desfiles de moda para Chanel, Dior, Louis Vuitton, Balenciaga, Marc Jacobs, Hermès, Jil Sander, Lanvin, Valentino o Ann Demeulemeester, Dries van Noten, A.F. Vandevorst, Alexander McQueen o Hussein Chalayan entre otros.
Ha sido publicada en varias revistas de moda francesas e internacionales (Vogue Brasil, Vogue Italia, Vogue UK, Numéro, i-D, Elle, Jalouse, Mixte) por fotógrafos de la talla de Steven Meisel, Peter Lindbergh, Jean-Baptiste Mondino, Bettina Rheims, Patrick Demarchelier, Karl Lagerfeld, Jürgen Teller, Terry Richardson, Inez and Vinoodh, Mikael Jansson, Nathaniel Goldberg, Nathalie Alavoine, Carter Smith, Michel Earl, Arthur Elgort o Rankin.
Es modelo de varias marcas de cosméticos (Garnier, Oil of Olay, Pantene, Evian Affinity, etc.).
En 2014 se convirtió en la cara visible de Lancôme.

### Música
En 2006, Maigret comenzó a producir música y creó Bonus Tracks Records, un sello principalmente de música rock con el músico Yarol Poupaud.
Producciones
1. 2012: "Black Minou", EP
2. 2011: The Parisians, Difficult Times
3. 2011: The Hub, A Sleepless Night
4. 2010: The Parisians, Shaking The Ashes Of Our Enemies
5. 2009: Les Brainbox, Siberia EP
6. 2009: Heartbreak Hotel, Snake Eyes
7. 2009: Bad Mama Dog, Love Gone Bad
8. 2008: Mister Soap and the Smiling Tomatoes, Hawaï EP
9. 2008: Yarol, 2003 Sessions
10. 2008: The Parisians, Alesia E.P.
11. 2008: The Mantis, Where Are You My Generation? E.P.
12. 2006: Adrienne Pauly, Adrienne Pauly (dirigido por Warner Music)
13. 2006: Adanowsky, Étoile éternelle (dirigido por Dreyfus Motors)
14. 2006: Paris Calling—(Second Sex, The Parisians, Plastiscines, Brooklyn, Les Shades, The Hellboys, The Rolls)
15. 2006: The Hellboys, Mutant Love

Producciones B.O.:
- 2010: Bus Palladium por Christopher Thompson
- 2009: La Musique de Papa, Patrick Grandperret, France 2
- 2008: Doom Doom, por Laurent Abitbol y Nicolas Mongin, Canal+

### Filmografía
- 2014: Clouds of Sils Maria de Olivier Assayas

### Publicaciones
- How to be Parisian, coescrito con Anne Berest, Audrey Diwan y Sophie Mas, Random House, 2013.